# Mycale cleistochela
Mycale cleistochela är en svampdjursart som beskrevs av Jean Vacelet och Vasseur 1971. Mycale cleistochela ingår i släktet Mycale och familjen Mycalidae.
Artens utbredningsområde är Madagaskar. Inga underarter finns listade i Catalogue of Life.